# Wissekerkepolder
De Wissekerkepolder was een polder en een waterschap in de gemeente Wissenkerke op Noord-Beveland, in de Nederlandse provincie Zeeland.
Op 10 juni 1651 kreeg de Ambachtsheer van Geersdijk en Wissenkerke en het Portionarissenambacht het octrooi voor de bedijking van de gorssen aan de Frederiks- en Nieuw-Noord-Bevelandpolder. De bedijking was in 1652 een feit.
Sedert de oprichting van het afwateringswaterschap Willempolder c.a. in Noord-Beveland in 1870 was de polder hierbij aangesloten.